# He's So Fine
He's So Fine è un brano musicale composto da Ronald Mack. Fu inciso dal gruppo canoro statunitense The Chiffons che lo pubblicò come singolo nel 1963.
Negli Stati Uniti, la canzone raggiunse la vetta della classifica Billboard Hot 100 restandoci per quattro settimane nella primavera del 1963. He's So Fine è inoltre nota per la celebre causa di plagio che coinvolse My Sweet Lord di George Harrison negli anni settanta.

## Il brano
Il compositore della traccia fu Ronald "Ronnie" Mack, un conoscente delle Chiffons che si era autoproclamato loro manager dopo averle ascoltate mentre armonizzavano nella sala mensa della loro scuola superiore. Mack suscitò l'interesse della Bright Tunes Corporation, una società di produzione gestita dai The Tokens, che produsse He's So Fine, e altre due composizioni di Mack presso i Capitol Recording Studios.
Originariamente, delle due altre canzoni registrate, era stata Oh, My Lover ad essere considerata un potenziale successo. Ma la versione definitiva di He's So Fine con il classico coretto di sottofondo «Doo-lang doo-lang doo-lang» – dietro suggerimento dell'ingegnere del suono Johnny Cue – sembrò la scelta migliore come lato A del singolo. Tuttavia, la Capitol Records rifiutò il brano definendolo "troppo semplice" e "già sentito". I Tokens proposero quindi He's So Fine a dieci etichette discografiche diverse prima di trovare la Laurie Records disposta a pubblicare il singolo.
Ronald Mack, morì poco tempo dopo la registrazione di He's So Fine da parte delle Chiffons.

## Accoglienza
Pubblicata all'inizio del 1963, He's So Fine entrò nelle classifiche nazionali nel febbraio 1963 raggiungendo la prima posizione il 30 marzo, restandoci per quattro settimane. La canzone fu un successo anche in Gran Bretagna dove raggiunse la posizione numero 16 nella Official Singles Chart. Billboard ha classificato la canzone alla posizione numero 73 nella loro lista delle "100 Greatest Girl Group Songs of All Time".

## My Sweet Lord
Il 10 febbraio 1971, la Bright Tunes Music Corporation intentò causa all'ex-Beatle George Harrison per violazione del diritto di copyright, ritenendo il suo successo My Sweet Lord del 1970, un plagio di He's So Fine. Il caso non si risolse fino al febbraio 1976 quando il giudice della corte federale degli Stati Uniti giudicò colpevole Harrison di "plagio inconsapevole".
L'udienza per determinare l'importo del risarcimento dovuto alla Bright Tunes venne fissata per il novembre 1976 ma in seguito posticipata al febbraio 1981. Allen Klein, ex-manager di Harrison, che aveva seguito la causa nelle fasi iniziali, aveva nel frattempo acquistato i diritti di He's So Fine dalla Bright Tunes, e anche la compagnia stessa. La decisione finale fu che Harrison avrebbe rilevato la Bright Tunes da Klein per la cifra di 587,000 dollari, la somma pagata da Klein per acquistare la compagnia nel 1978 (nonostante egli avesse richiesto oltre 1 milione di dollari). Nel 1975, le Chiffons avrebbero registrato una versione di My Sweet Lord, per tentare di capitalizzare sulla pubblicità ricevuta dalla causa legale.

## Cover
- Dana Valery su singolo per il mercato sudafricano nel giugno 1963.
- Dee Dee Sharp sull'album All the Golden Hits (1963).
- The Angels nell'album My Boyfriend's Back (1963).
- Reparata and the Delrons nell'album 1970 Rock & Roll Revolution (1970).
- La cantante country Jody Miller su singolo nel maggio 1971, incorporando anche elementi di My Sweet Lord.
- Birthe Kjær in danese con il titolo Han er min nell'album Birthe Kjær træffere (1971).
- Daliah Lavi nell'album Let the Love Grow (1973).
- Allison Durbin nell'album Born a Woman (1976).
- Jane Olivor nel suo album Stay the Night del 1978.
- Kristy & Jimmy McNichol su singolo nel 1978.
- Nel 1987 Jonathan King inserì la sua reinterpretazione del 1971 di He's So Fine come B-side del singolo Wild World.
- I Clifters in finlandese con il titolo Ou lenita sull'album Sexi on in (1989).
- Dionne Bromfield nell'album Introducing Dionne Bromfield (2009).